# سلسو راموس
سلسو راموس (به پرتغالی: Celso Ramos) یک منطقهٔ مسکونی در برزیل است که در سانتا کاتارینا واقع شده‌است. سلسو راموس ۲٬۷۱۹ نفر جمعیت دارد.